# Hueso cuneiforme lateral
El hueso cuneiforme lateral o tercer cuneiforme es un hueso cuneiforme situado en la primera fila frontal del tarso, entre el cuneiforme intermedio y el cuboides. Es de tamaño intermedio entre los otros dos huesos cuneiformes, teniendo también forma de cuña.
En él se inserta el músculo tibial posterior y tiene su origen el músculo flexor corto del dedo gordo.

## Imágenes adicionales

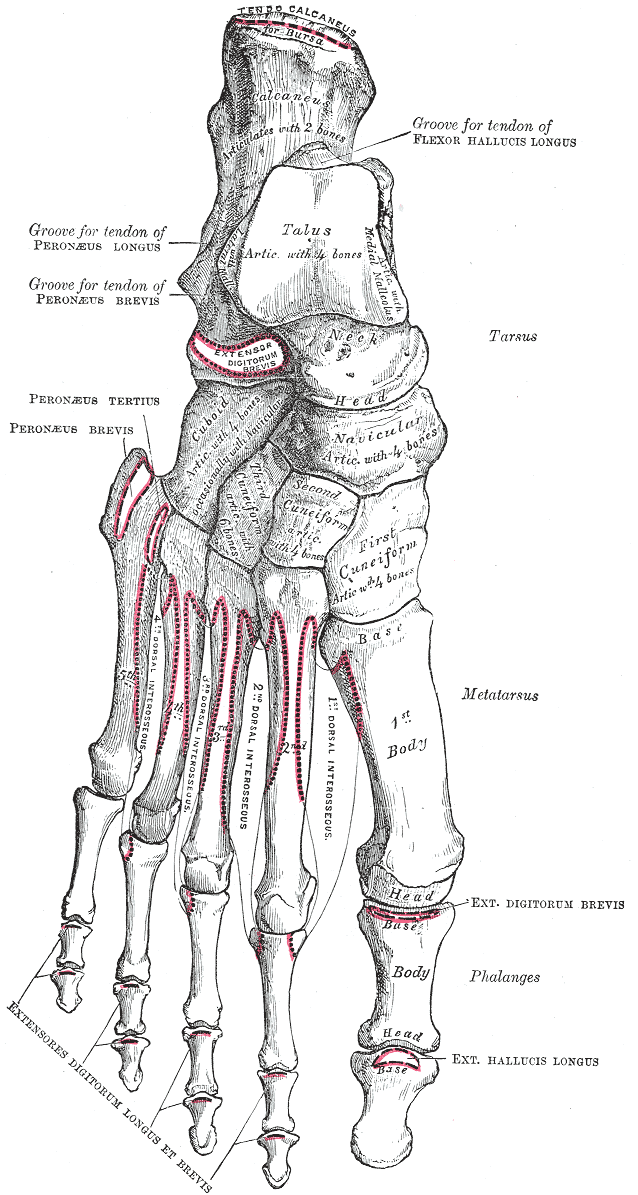
Huesos del pie derecho. Superficie dorsal.
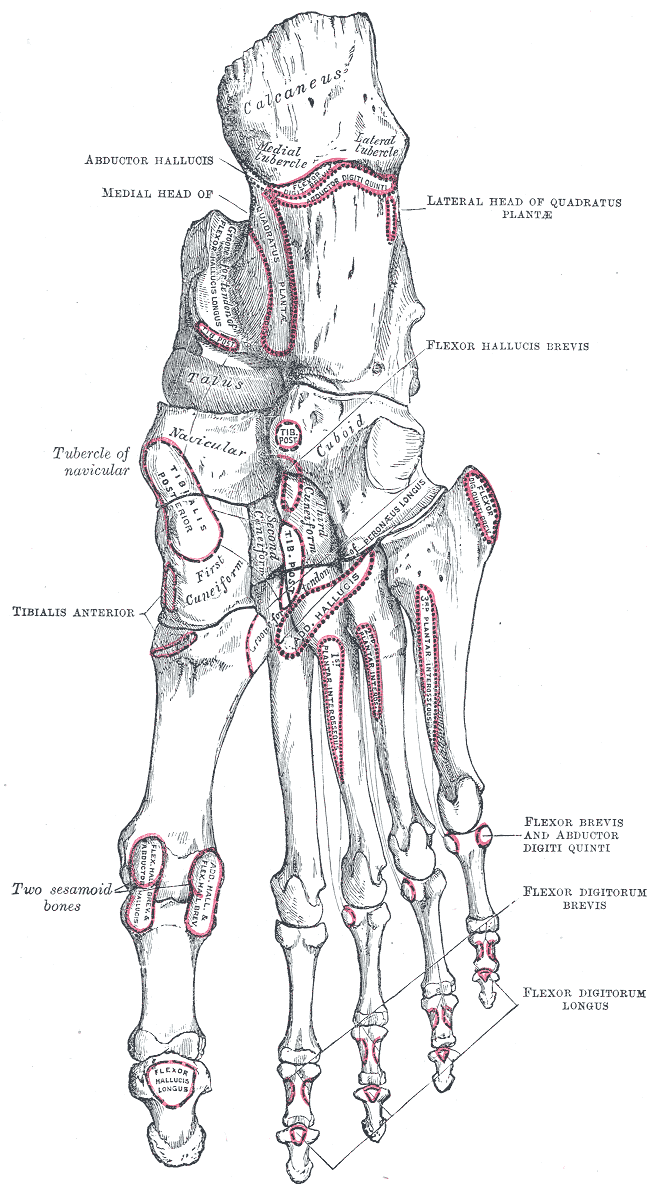
Huesos del pie derecho. Superficie plantar.
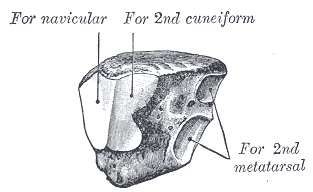
Tercer cuneiforme izquierdo. Vista postero-medial.
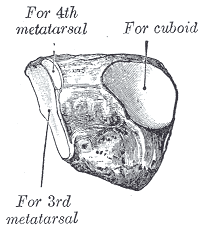
Tercer cuneiforme izquierdo. Vista antero-lateral.
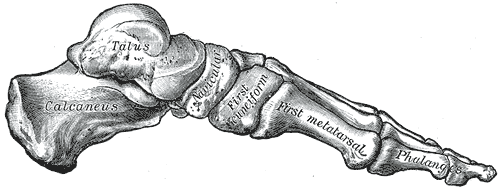
Huesos del pie. Posición lateral.
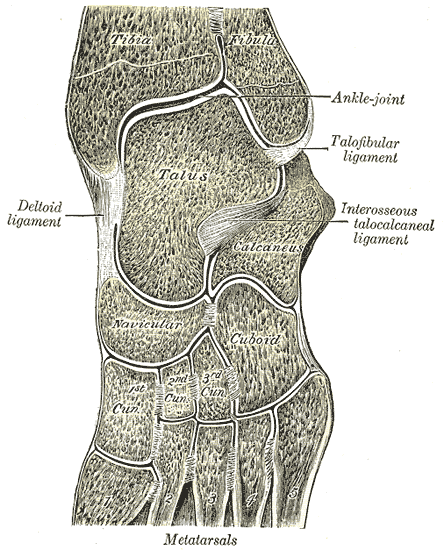
Sección oblicua de las articulaciones intertarsales y tarsometatarsales, mostrando las cavidades sinoviales.
Huesos del pie.
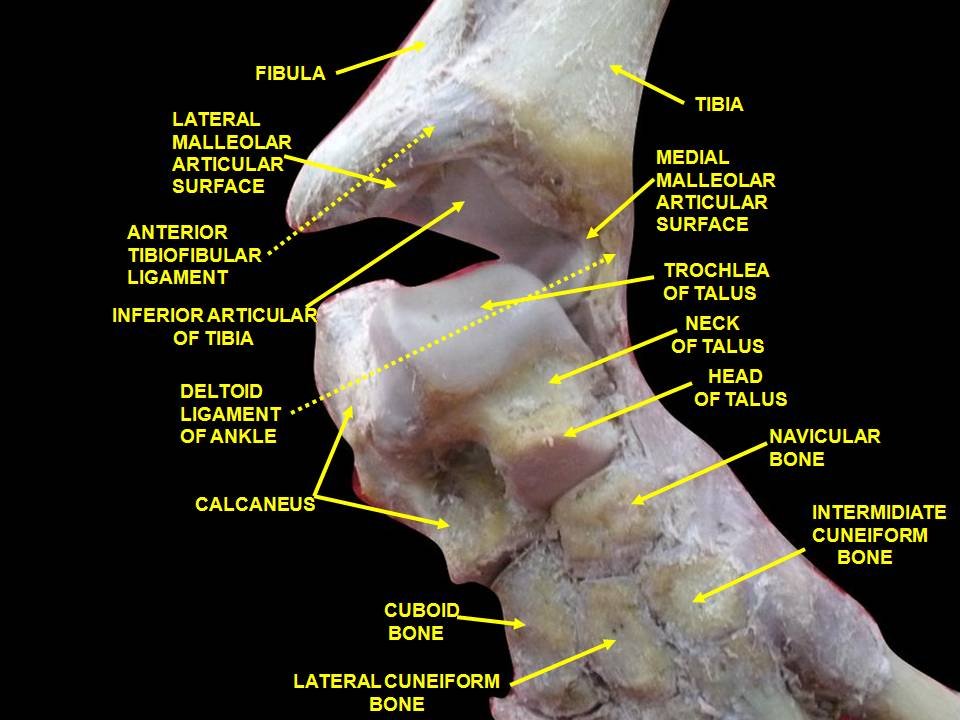
Articulación del tobillo. Disección profunda.
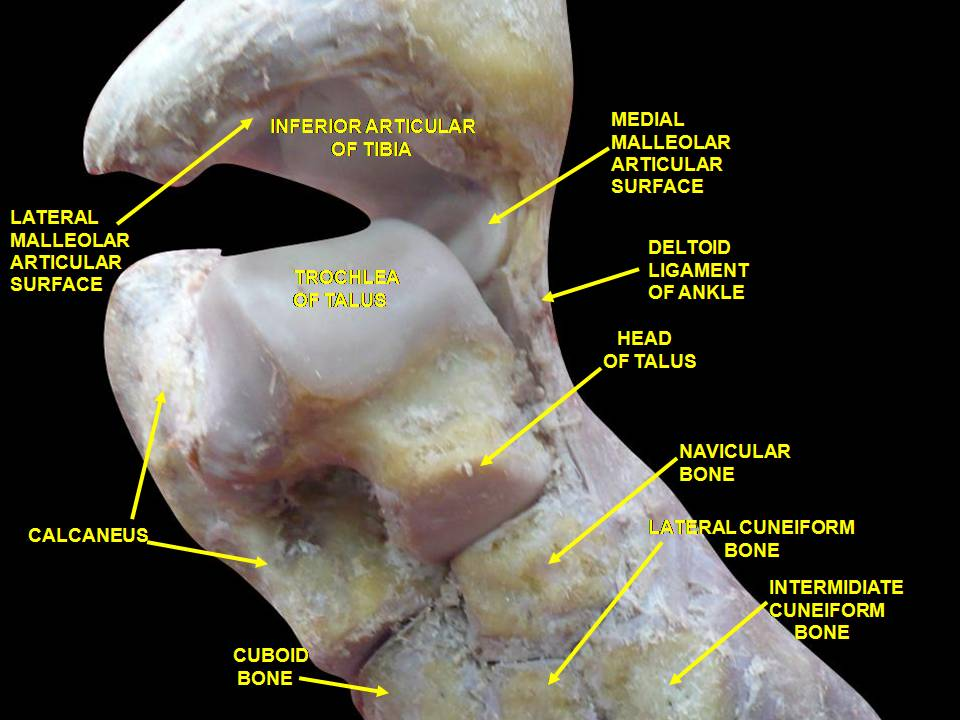
Articulación del tobillo. Disección profunda.
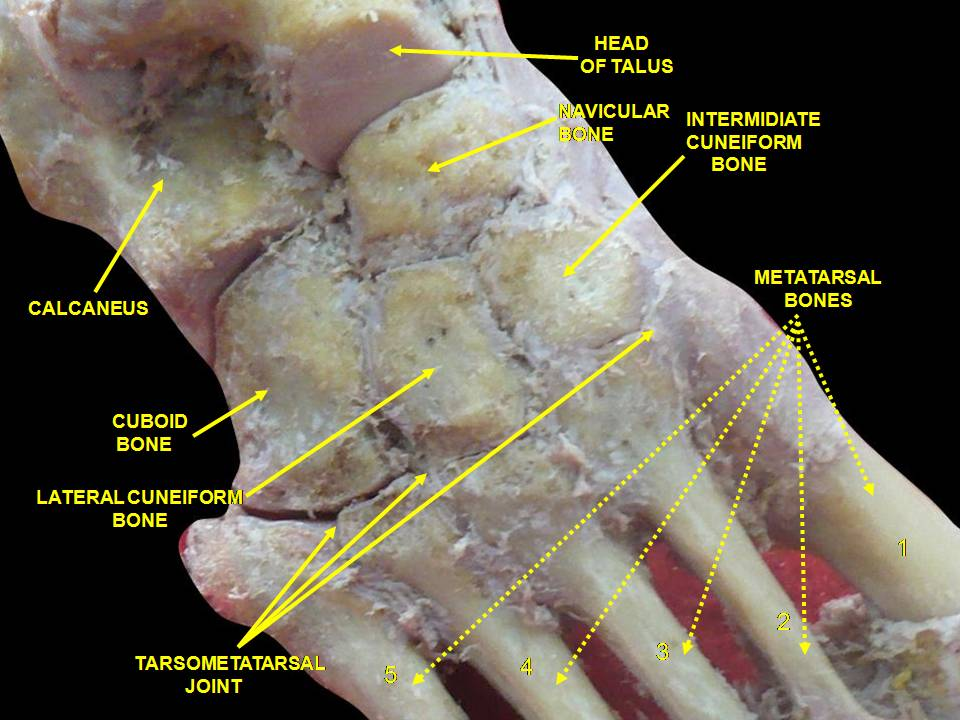
Articulación del tobillo. Disección profunda.
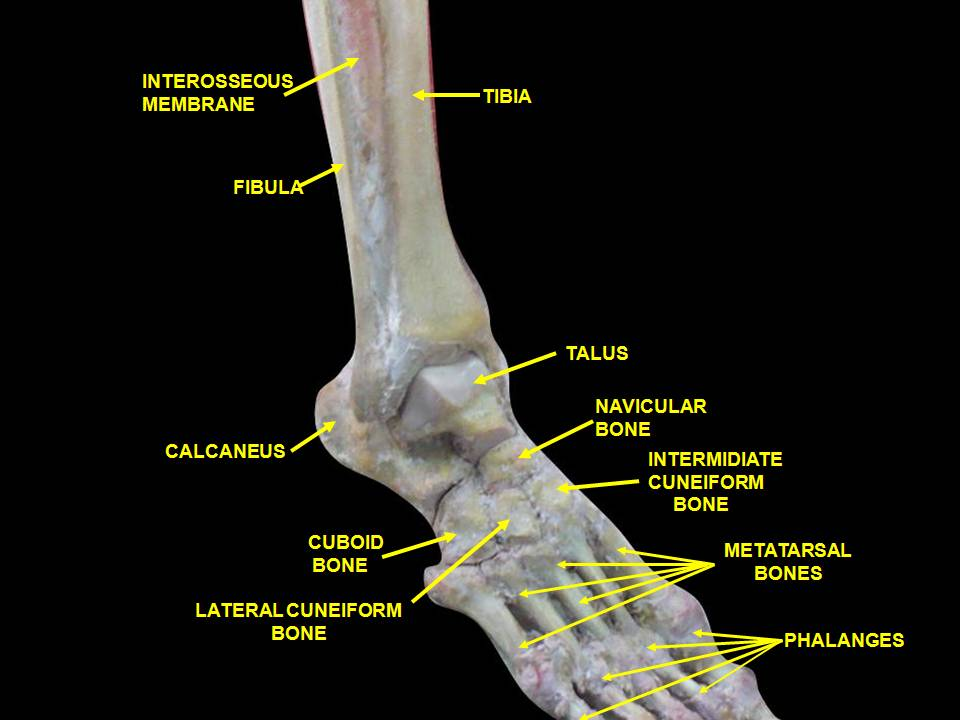
Rodilla, articulaciones tibiofibular y del tobillo. Disección profunda. Vista anterolateral.